# 李中一
李中一（1913年—1997年），男，四川达县人，中华人民共和国政治人物，曾任四川省人大常委会副主任，第四届全国人大代表，第五届全国政协委员。